# کریستوفر گلومبارد
کریستوفر گلومبارد (انگلیسی: Christopher Glombard؛ زادهٔ ۵ ژوئن ۱۹۸۹) بازیکن فوتبال اهل فرانسه است.
از باشگاه‌هایی که در آن بازی کرده‌است می‌توان به باشگاه فوتبال استاد رنس، باشگاه فوتبال پاریس، و باشگاه فوتبال بوردو اشاره کرد.
او همچنین در تیم‌های ملی فوتبال زیر ۱۸ سال فرانسه، زیر ۱۹ سال فرانسه، و مارتینیک بازی کرده‌است.